# أبراهام جايجر

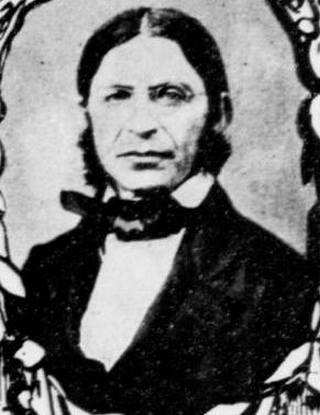
أبراهام جيجر

أبراهام جايجر (بالألمانية: Abraham Geiger)‏ (1810 - 1874 م) هو حَبْر يهودي ألماني تناول بالدراسة المشابه (علم مقارنة الأديان) بين القرآن وبين الكتب المقدسة عند اليهود.

## روابط خارجية
- أبراهام جيجر على موقع الموسوعة البريطانية (الإنجليزية)